# Toni Gardemeister
Toni Gardemeister (Kouvola, 1975. március 31. –) finn raliversenyző.

## Pályafutása

### Rali-világbajnokság
Az 1996-os Finn ralin debütált a rali-világbajnokság mezőnyében. 1997-ben két skandináv, a svéd és a finn versenyen vett részt.

#### SEAT (1998–2000)
Az 1998-as szezonban került a SEAT gyári csapatába. Ezt az évet pont nélkül zárta, legjobb helyezése egy Finnországban elért tizennegyedik helyezés volt. Az 1999-es évben megszerezte, első dobogós eredményét, mely az első világbajnoki pontjait is jelentette. Hat gyűjtött ponttal végül az összetett tizenharmadik helyen zárt.
2000-ben teljesítette pályafutása első teljes világbajnoki szezonját. Az év jelentős részén technikai problémák, valamint balesetek hátráltatták. A tizennégy versenyen mindössze öt alkalommal ért célba, végül a tizenharmadik helyen zárta az évet.

#### Ford (2005)
2005-ben a Ford csapatánál folytathatta. A szezonnyitó Monte Carlo ralin másodikként futott be, majd Svédországban harmadik lett. Két futam után, nagy meglepetésre vezette a világbajnokságot. Több 5., 6. hely következett, majd Görögországban ismét dobogóra állt. A szezon hátra levő részén a nagyobb sikerek elmaradtak, Korzikán elért második helyét kivéve Toni nem végzett a legjobb háromban, a bajnokságot a negyedik helyen zárta.

#### Suzuki (2008)

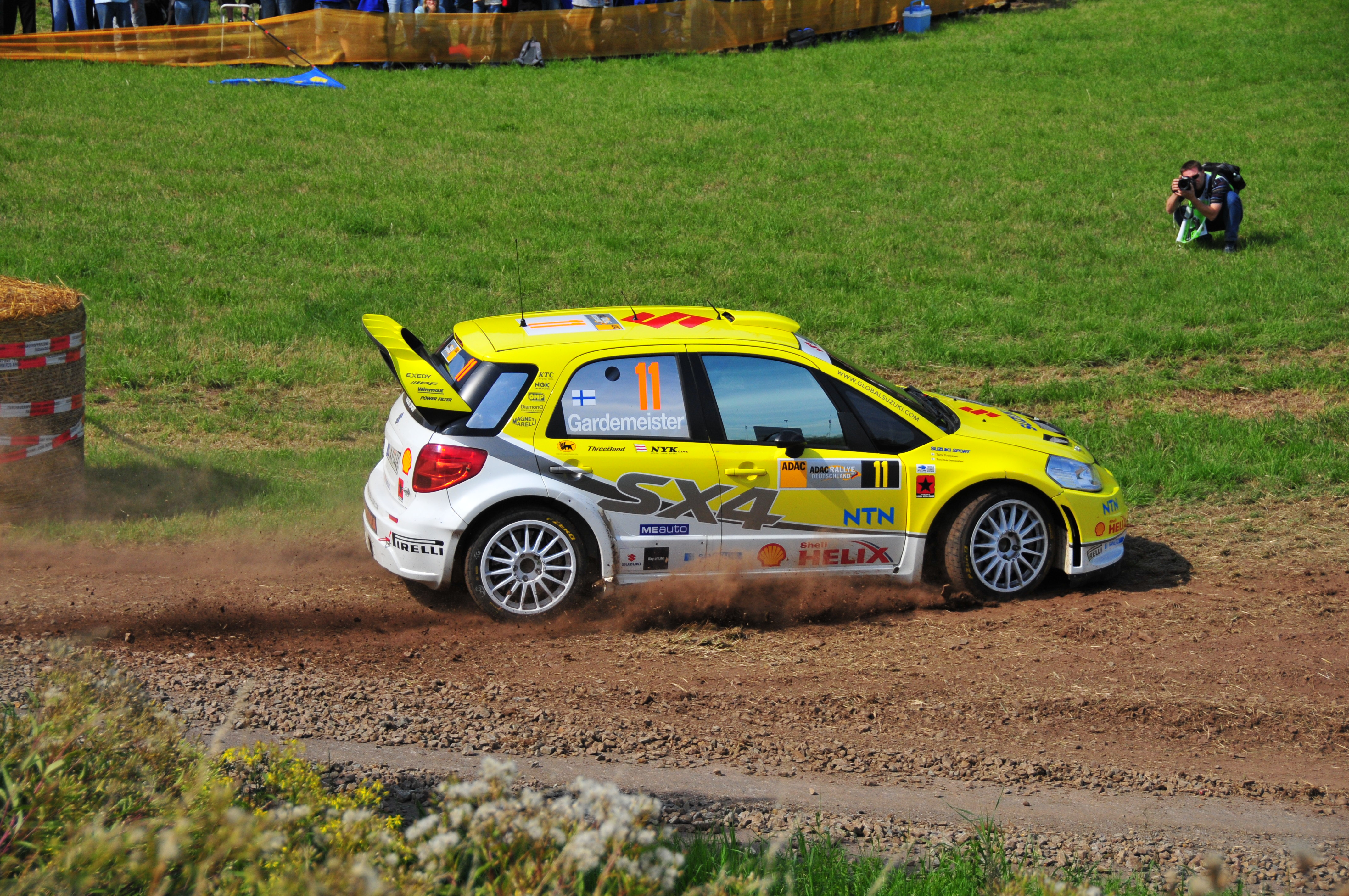
A Suzuki csapatában

A 2008-as évbe a gyári Suzuki World Rally Team tagja lett. Navigátora Tomi Tuominen, csapattársa Per-Gunnar Andersson/Jonas Andersson páros lett.
Az autó a teljesen új fejlesztésű Suzuki SX4 WRC.
Az évad első felében elsősorban a Suzuki SX WRC megbízhatatlanságából kifolyólag a Monte Carlo, Mexikó, Argentin, Jordán, Szardínia, Török futamot idő előtt fejezte be.
A világbajnokság nyári szünetében a Suzukit szinte teljesen átépítették, ami azonnal meglátszott az eredményeken és innentől megbízhatóan teljesített az SX4 WRC.
A legjobb eredményt a japán futamon érte el 6.-ként ért célba. Toni a SS19 szapporói gyorsasági szakaszt megnyerte, ezzel a Suzuki World Rally Team első világbajnoki szakaszgyőzelmét szerezve meg.

### Világbajnoki helyezések
| Szezon | Autó               | Versenyszám | Pontszám | Bajnoki helyezés |
| ------ | ------------------ | ----------- | -------- | ---------------- |
| 2008   | Suzuki             | 15          | 10       | 13.              |
| 2007   | Mitsubishi/Citroen | 6           | 10       | 12.              |
| 2006   | Peugeot/Citroen    | 4           | 20       | 9.               |
| 2005   | Ford               | 16          | 58       | 4.               |
| 2004   | Škoda              | 7           | 3        | 24.              |
| 2003   | Škoda              | 14          | 9        | 12.              |
| 2002   | Škoda              | 14          | 3        | 13.              |
| 2001   | Peugeot/Mitsubishi | 4           | 5        | 16.              |
| 2000   | Seat               | 14          | 4        | 13.              |
| 1999   | Seat               | 8           | 6        | 12.              |
| 1998   | Nissan/Seat        | 6           | 0        | 0                |
| 1997   | Nissan             | 2           | 0        | 0                |
| 1996   | Opel               | 1           | 0        | 0                |

## Külső hivatkozások
- Hivatalos honlapja Archiválva 2007. augusztus 9-i dátummal a Wayback Machine-ben
- Profilja az ewrc.cz honlapon